# Rosa flamingo i plast

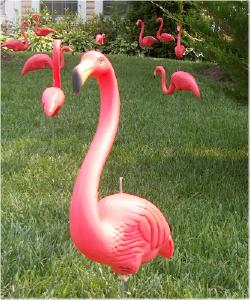
Den rosa flamingon.

Den rosa flamingon i plast är en trädgårdsprydnad som skapades 1957 av Don Featherstone. Featherstone hade precis påbörjat sin anställning på plastfabriken Union Products i USA då han fick uppdraget var att skapa en rosa flamingo i plast. Han hittade ingen naturlig förlaga utan istället skapade han flamingon utifrån bilder i National Geographic . Det tog två veckor att skapa modellen som sedan har blivit en klassiker. Featherstone kallade sitt konstverk phoenicopteris ruber plasticus efter den biologiska förlagan.
År 1996 tilldelades den rosa flamingon Ig Nobelpriset inom kategorin Art.